# Argentinas håndboldlandshold (herrer)
Argentinas håndboldlandshold for mænd er det mandlige landshold i håndbold for Argentina. Det repræsenterer landet i internationale håndboldturneringer. Holdet besejrede Rusland i VM 2003, hvorefter at russernes træner Vladimir Maximov erhvervede den argentinske spiller Eric Gull til sit klubhold Tjechovskije Medvedi i Moskva.
Holdet er fire gange Panamerikansk mester (senest i 2010) og har deltaget i VM, syv gang, hvoraf deres bedste placering, var en 12.-plads ved VM 2011, i Sverige.
Under VM 2007 i Tyskland var holdet, automatisk kvalificeret til en tredjeplads, i Gruppe C, i den indledende runde, efetr at have vundet over Brasilien, i de Panamerikanske lege. Det, tabte kampen om 15.-pladsen (31:38 mod Sydkorea ), og endte derfor på en 16.-plads.
Argentina har deltaget i samtlige VM-slutspil siden 1997 og fremad. Landsholdets største sejr var under VM i Sverige 2011 hvor holdet kom på en 12.-plads. En stor sejr over Sverige bidrog til at Argentina som det eneste ikke-europæiske hold kvalificerede sig til mellemrunden – hvor de klarede sgi i tre runder før de tabte.

## Resultater

### VM
- 1997: 22.-plads
- 1999: 21.-plads
- 2001: 15.-plads
- 2003: 17.-plads
- 2005: 18.-plads
- 2007: 16.-plads
- 2009: 18.-plads
- 2011: 12.-plads
- 2013: 18.-plads
- 2015: 12.-plads
- 2017: 18.-plads
- 2019: 17.-plads
- 2021: 11.-plads
- 2023: 19.-plads

### OL
- 1936 – Deltog ikke
- 1972 – Deltog ikke
- 1976 – Deltog ikke
- 1980 – Deltog ikke
- 1984 – Deltog ikke
- 1988 – Deltog ikke
- 1992 – Deltog ikke
- 1996 – Deltog ikke
- 2000 – Deltog ikke
- 2004 – Deltog ikke
- 2008 – Deltog ikke
- 2012 – 10. plads
- 2016 – 10. plads
- 2020 – 12. plads

### Panamerikamesterskabet
- 1979: 5.-plads
- 1981: 4.-plads
- 1985: 5.-plads
- 1994: 4.-plads
- 1996:  Sølv
- 1998:  Sølv
- 2000:  Sølv
- 2002:  Sølv
- 2004:  Sølv
- 2006:  Sølv
- 2008:  Sølv
- 2010:  Guld

### Panamerikanske lege
- 1987: Første runde
- 1991: Første runde
- 1995:  Bronze
- 1999:  Bronze
- 2003:  Sølv
- 2007:  Sølv
- 2011:  Guld

## Nuværende trup
Truppen ved VM i håndbold 2021.
Cheftræner: Manolo Cadenas
| Nr. | Pos. | Navn                 | Fødselsdato (alder)       | Højde  | Landskampe | Mål | Klub                     |
| --- | ---- | -------------------- | ------------------------- | ------ | ---------- | --- | ------------------------ |
| 2   | LW   | Federico Fernández   | 17. oktober 1989 (35 år)  | 1.91 m | 169        | 626 | San Fernando HB          |
| 3   | RB   | Federico Pizarro     | 7. september 1986 (38 år) | 1.83 m | 197        | 638 | BM Ciudad Encantada      |
| 4   | CB   | Sebastián Simonet    | 12. maj 1986 (39 år)      | 1.89 m | 175        | 378 | SAG Villa Ballester      |
| 5   | RB   | Pablo Vainstein      | 18. juli 1989 (35 år)     | 1.84 m | 88         | 97  | BM Ciudad Encantada      |
| 6   | CB   | Diego Simonet        | 26. december 1989 (35 år) | 1.89 m | 94         | 299 | Montpellier Handball     |
| 7   | LW   | Ignacio Pizarro      | 8. februar 1990 (35 år)   | 1.78 m | 41         | 103 | San Fernando HB          |
| 8   | LB   | Pablo Simonet        | 4. maj 1992 (33 år)       | 1.85 m | 100        | 223 | BM Benidorm              |
| 9   | RW   | Santiago Baronetto   | 27. oktober 1992 (32 år)  | 1.87 m | 47         | 135 | BM Villa de Aranda       |
| 11  | P    | Lucas Moscariello    | 19. februar 1992 (33 år)  | 1.90 m | 51         | 80  | BM Ciudad Encantada      |
| 15  | P    | Gonzalo Carou        | 15. august 1979 (45 år)   | 1.90 m | 256        | 542 | BM Puerto Sagunto        |
| 17  | CB   | Manuel Crivelli      | 18. oktober 1993 (31 år)  | 1.78 m | 24         | 42  | Cavigal Nice Handball    |
| 18  | LB   | Guillermo Fischer    | 18. juli 1996 (28 år)     | 2.00 m | 32         | 34  | SCDR Anaitasuna          |
| 19  | CB   | Pedro Martínez Cami  | 20. december 1999 (25 år) | 1.90 m | 0          | 0   | Ademar León              |
| 20  | RW   | Ramiro Martínez      | 22. juli 1995 (29 år)     | 1.80 m | 10         | 37  | Balonmano Sinfín         |
| 22  | P    | Gastón Mouriño       | 12. oktober 1994 (30 år)  | 1.92 m | 26         | 33  | AD Ciudad de Guadalajara |
| 33  | GK   | Agustín Forlino Coul | 28. april 1997 (28 år)    | 1.92 m | 0          | 0   | SEDALO                   |
| 40  | GK   | Leonel Maciel        | 4. januar 1989 (36 år)    | 1.92 m | 71         | 8   | BM Ciudad Encantada      |
| 71  | LB   | Santiago Cánepa      | 14. april 1991 (34 år)    | 1.91 m | 11         | 7   | HC Taubaté               |
| 77  | LB   | Nicolás Bonanno      | 18. november 1991 (33 år) | 1.98 m | 29         | 32  | CD Bidasoa               |
| 87  | GK   | Juan Bar             | 29. juni 1987 (37 år)     | 1.90 m | 27         | 0   | San Fernando HB          |

## Kendte spillere
- Gonzalo Carou
- Bruno Civelli
- Maximilio Ferro
- Matías Carlos Schulz
- Eric Gull
- Andrés Kogovsek